# Studena (Vranje)
Studena es un pueblo ubicado en el territorio de Vranje, en el distrito de Pčinja, Serbia.

## Superficie
Posee una superficie de 9,919 kilómetros cuadrados.

## Demografía
Hasta 2011 la población era de 71 habitantes, con una densidad de población de 7,158 habitantes por kilómetro cuadrado.